# Dorcadion praetermissum
Dorcadion praetermissum är en skalbaggsart som beskrevs av Carlo Pesarini och Andrea Sabbadini 1998. Dorcadion praetermissum ingår i släktet Dorcadion och familjen långhorningar. Inga underarter finns listade i Catalogue of Life.